# Stubno (gmina)
Stubno – gmina wiejska w województwie podkarpackim, w powiecie przemyskim. W latach 1975–1998 gmina położona była w województwie przemyskim.
Siedziba gminy to Stubno.
Według danych z 30 czerwca 2004 gminę zamieszkiwało 4055 osób.

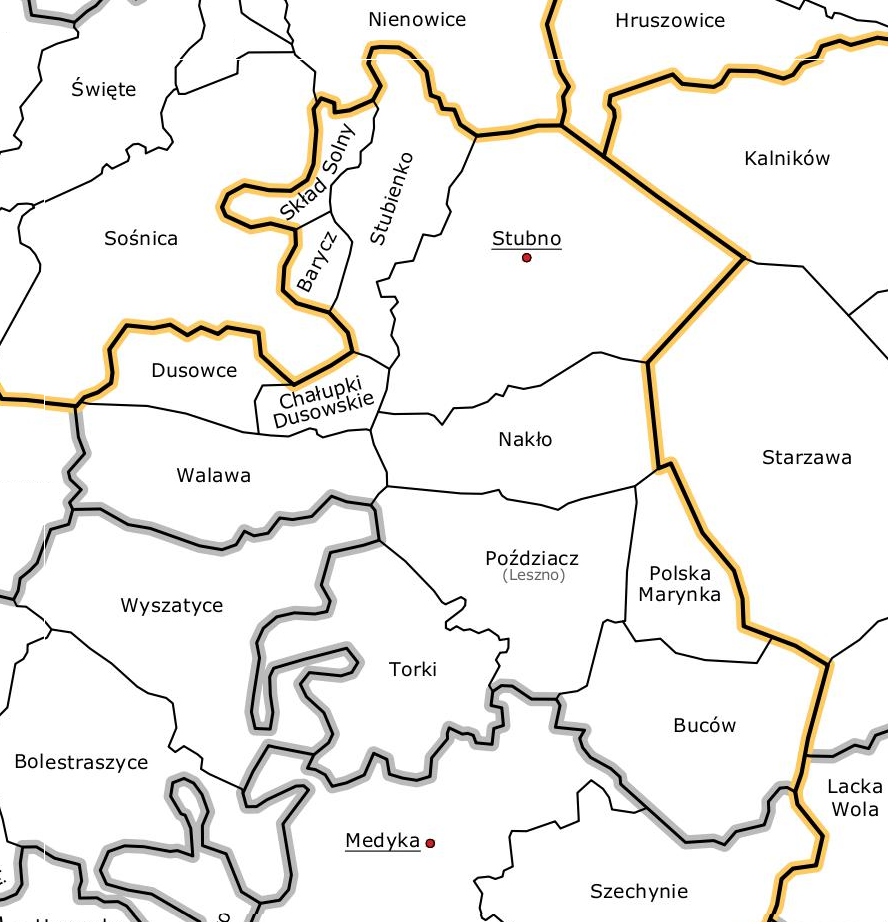
Gmina Stubno w 1934 roku

## Struktura powierzchni
Według danych z roku 2002 gmina Stubno ma obszar 89,12 km², w tym:
- użytki rolne: 73%
- użytki leśne: 10%

Gmina stanowi 7,34% powierzchni powiatu.

## Demografia

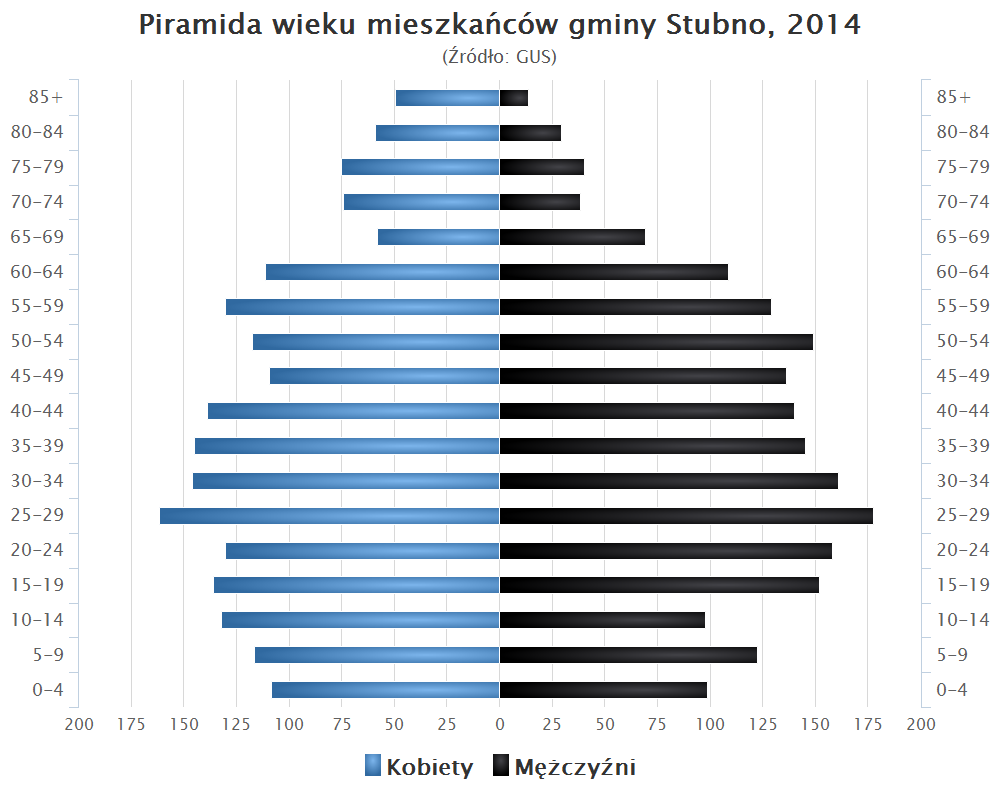
Piramida wieku mieszkańców gminy Stubno w 2014 roku

Dane z 30 czerwca 2004:
| Opis                              | Ogółem | Ogółem | Kobiety | Kobiety | Mężczyźni | Mężczyźni |
| --------------------------------- | ------ | ------ | ------- | ------- | --------- | --------- |
| jednostka                         | osób   | %      | osób    | %       | osób      | %         |
| populacja                         | 4055   | 100    | 2024    | 49,9    | 2031      | 50,1      |
| gęstość zaludnienia (mieszk./km²) | 45,5   | 45,5   | 22,7    | 22,7    | 22,8      | 22,8      |

## Sołectwa gminy
W skład gminy wchodzi 8 sołectw: Barycz, Gaje, Hruszowice, Kalników, Nakło, Starzawa, Stubienko i Stubno.
Miejscowością podstawową bez statusu sołectwa jest osada Chałupki Dusowskie.

## Sąsiednie gminy
Medyka, Orły, Radymno, Żurawica. Gmina sąsiaduje z Ukrainą.